# Ignaz Paul Vital Troxler
Ignaz Paul Vitalis Troxler (17 de agosto de 1780, Beromünster – 6 de marzo de 1866, Aarau) fue un médico, político y filósofo suizo.

## Biografía
Troxler estudió en Jena y Gotinga. Entre sus maestros estuvieron Georg Wilhelm Friedrich Hegel y Friedrich Wilhelm Joseph von Schelling.
Al graduarse, trabajó como médico en Viena donde se hizo amigo de Ludwig van Beethoven y se casó con Wilhelmine Polborn. Durante ese tiempo, Troxler descubrió un fenómeno de la percepción visual que ahora lleva su nombre, el desvanecimiento de Troxler (o efecto Troxler). En 1811 regresó a Beromünster.
Troxler representó a Suiza en el Congreso de Viena en 1815. En 1820 se convirtió en profesor de filosofía e historia en el liceo de Lucerna, pero tuvo que abandonar después de un año debido a problemas políticos. Fundó una institución educativa en Aarau y continuó trabajando como médico.
En 1830, se convirtió en profesor de nuevo – esta vez en Basilea – y tuvo que abandonar de nuevo el próximo año debido a problemas políticos. En 1832 fue elegido miembro de la Asamblea Legislativa del cantón de Argovia. Se convirtió en profesor en la recientemente establecida Universidad de Berna en 1834 y permaneció allí hasta 1850.
En 1848, Troxler logró alterar la Constitución Federal Suiza para incluir elementos de la Constitución de los Estados Unidos.

## Obra
- Ideen zur Grundlage der Nosologie und Therapie, 1803 (online)
- Elemente der Biosophie, 1806 (online)
- Blicke in das Wesen des Menschen, 1811 (online)
- Naturlehre des menschlichen Erkennens, 1828 (online)
- Logik, 3 Bde., Stuttgart 1829
- Die eine und wahre Eidgenossenschaft im Gegensatz zur Centralherrschaft und Kantonsthümelei, sowie zum neuen Zwitterbunde beider, nebst einem Verfassungsentwurf, Rapperswil 1833 (online)
- Vorlesungen über Philosophie, Bern 1835 (online)
- Die Verfassung der Vereinigten Staaten Nordamerika's als Musterbild der Schweizerischen Bundesreform, Schaffhausen 1848 (online)
- Ignaz Paul Vital Troxler – ein geistiger und politischer Erneuerer der Schweiz. Eine Anthologie.  Einl. u. begl. v. Andreas Dollfus, Schaffhausen 2005. ISBN 3-907260-25-2

## Literatura
- Marc Winiger: Evolution und Repräsentation: I.P.V. Troxlers Rechtslehre im Kontext des deutschen Idealismus. ERRG Band 16, 2011. (Verlag).
- Daniel Furrer: Gründervater der modernen Schweiz. Ignaz Paul Vital Troxler (1780–1866). Dissertation, Université de Fribourg, 2009 (Volltext).
- Daniel Furrer: Ignaz Paul Vital Troxler (1780 - 1866). Der Mann mit Eigenschaften. Verlag Neue Zürcher Zeitung, Zürich 2010.
- Albert Güntensperger: Die Sicht des Menschen bei Ignaz Paul Vital Troxler. Francke, München 1973.
- Peter Heusser: Der Schweizer Arzt und Philosoph Ignaz Paul Vital Troxler (1780–1866). Seine Philosophie, Anthropologie und Medizintheorie. (= Basler Veröffentlichungen zur Geschichte der Medizin und der Biologie; 34). Schwabe, Basel u. a. 1984. ISBN 3-7965-0821-9
- O. Liebmann: Troxler, Ignaz Paul Vitalis. In: Allgemeine Deutsche Biographie (ADB). Band 38, Duncker & Humblot, Leipzig 1894, S. 667.
- Emil Spiess: Ignaz Paul Vital Troxler. Der Philosoph und Vorkämpfer des schweizerischen Bundesstaates, dargestellt nach seinen Schriften und den Zeugnissen der Zeitgenossen. Francke, Bern u. a. 1967.
- Hans Peter Balmer: Erinnerung an Philosophie, in: Peter Rück (Hrsg.), Grenzerfahrungen, Schweizer Wissenschaftler, Journalisten und Künstler in Deutschland, Basilisken-Presse, Marburg an der Lahn 1991, 301–309.